# Майорова, Клавдия Геннадьевна
Майорова, Клавдия Геннадьевна (20 марта 1964, с. Семисотка, Крымская АССР) — советская бадминтонистка, мастер спорта СССР, главный тренер сборной России по бадминтону.

## Карьера
В 1978 году Клавдия Майорова в смешанной паре с Сергеем Севрюковым стали чемпионами Норильска и Красноярского края. В 1979 году она переехала в Нижний Новгород и спустя четыре месяца на Юношеском Первенстве СССР Майорова и Севрюков стали Чемпионами и Мастерами спорта СССР.
Выпускница Горьковского государственного педагогического института имени Козьмы Минина (1985). В 1980—1991 годах — чемпионка и призёр первенств СССР и РСФСР по бадминтону.
В 1991 году по приглашению спортивного клуба «PIAST» приехала в Слупск, где выступала за клуб и вела тренерскую работу по бадминтону. Тренер польской бадминтонистки Камилы Августин, участницы Олимпийских игр 2008 в Пекине.
С сентября 2008 года — тренер подмосковного профессионального бадминтонного клуба «Фаворит-Раменское». С 2010 года — главный тренер сборной России по бадминтону, занимавшей под неё руководством призовые места на командных чемпионатах Европы. В апреле 2019 года получила титул «Тренер года» от Европейской конфедерации бадминтона.